# Praia do Guincho
Praia do Guincho ist ein Strand im Kreis (Concelho) von Cascais, in Portugal. 

Praia do Guincho, mit Blick auf das Cabo da Roca im Hintergrund

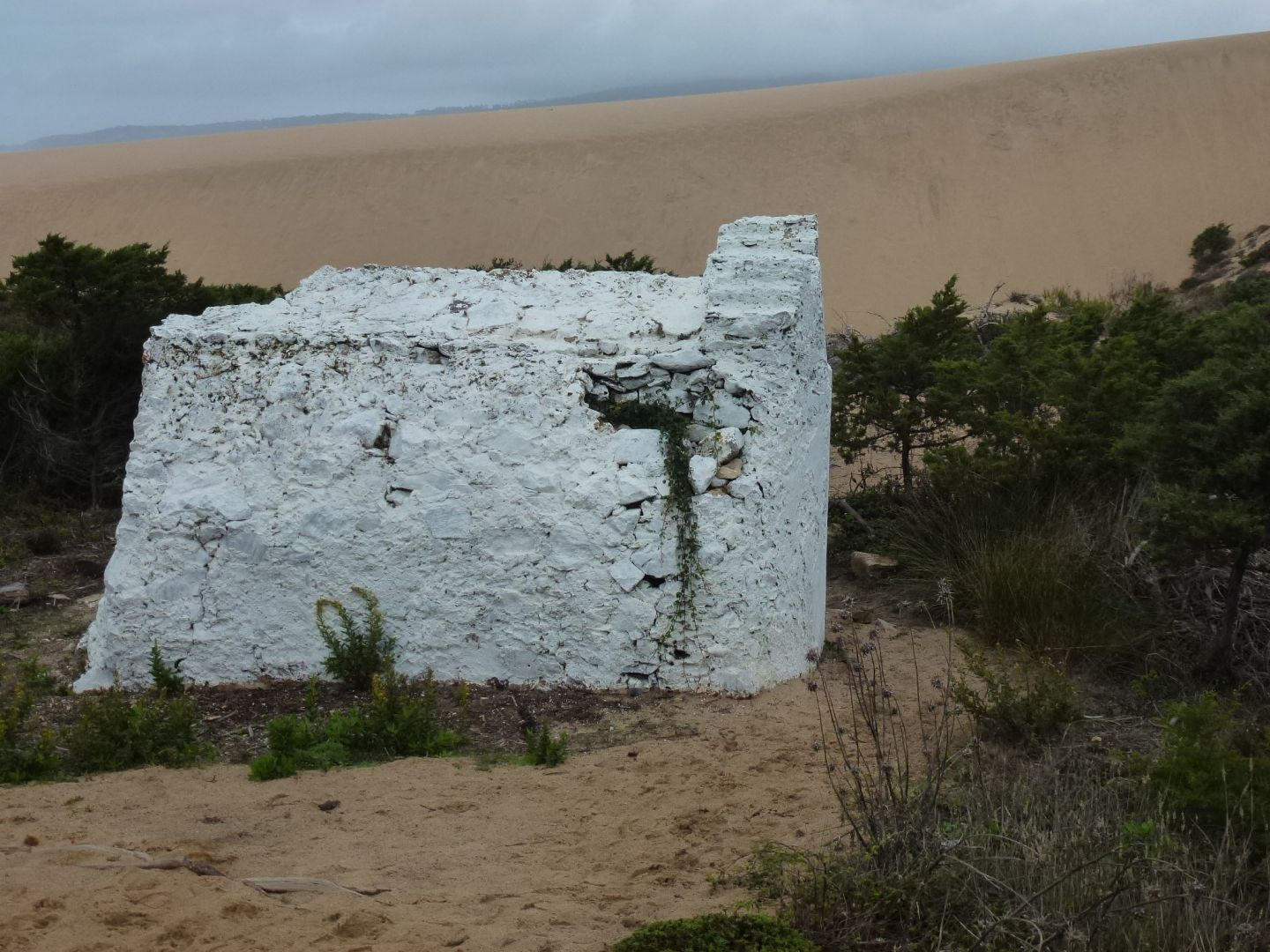
Düne von Cresmina

Er liegt an der Strand-Straße zwischen Cascais und Sintra. Der Dünenstrand ist auf Grund der vorherrschenden starken Winde ein bei Surfern beliebter Surfspot und ist daher immer wieder Austragungsort verschiedener internationaler Wettbewerbe. Die starken vorherrschenden Strömungen lassen hier keinen ausgedehnten Badebetrieb zu, während die Lage des Strandes oft fotografierte Sonnenuntergänge bietet. Auch Kitesurfen wird hier betrieben.
Der Strand, der 1969 Drehort der Eingangssequenz des Filmes James Bond 007 – Im Geheimdienst Ihrer Majestät war, ist Teil des Naturschutzgebietes Sintra-Cascais. Als häufiger Drehort der beliebten portugiesischen Fernsehserie Morangos com Açucar stieg seine Bekanntheit in Portugal weiter, und er ist regelmäßiger Anziehungspunkt der Nachtschwärmer aus dem nahen Lissabon, die in den Strandbars hier die Nacht ausklingen lassen, oder bei gelegentlichen Veranstaltungen den Abend verbringen, bei Chill-Out- oder Strandpartys.
Nur durch eine Straße ist der Strand von der Düne von Cresmina getrennt. Durch die Düne führt ein Rundweg auf Holzstegen.